# Murder Was the Case
| Críticas profissionais | Críticas profissionais |
| Avaliações da crítica  | Avaliações da crítica  |
| Fonte                  | Avaliação              |
| ---------------------- | ---------------------- |
| Allmusic               | [ 1 ]                  |

Murder Was The Case (Br: Assassinato foi o caso) é um álbum , filme e trilha sonora de curta estrelado por Snoop Dogg de 1994. O filme de 18 minutos foi dirigido por Dr. Dre e Five Freddy Fab e narra a morte fictícia de Snoop Dogg e sua ressurreição depois de fazer um pacto com o Diabo. O álbum ficou no topo da Billboard 200 no local número um em 5 de novembro de 1994, com 329 mil uma semana de vendas, bem como no Top R & B / Hip-Hop Albums Chart.
Na semana seguinte, ele ficou no topo com 197.000 cópias vendidas e foi certificado ouro. O álbum é disco de platina 2x com 2.030.000 cópias vendidas. O single "What Would You Do" foi incluída na trilha sonora de Natural Born Killers e foi nomeado para o Grammy de Melhor Performance de Rap por um Duo ou Grupo nos 38 º Grammy Awards em 1996. O álbum foi relançado com um DVD bônus contendo três vídeos de música em 11 de julho de 2006.
Tupac Shakur foi pago 200.000 dólares por Death Row Registros proprietário Suge Knight para gravar uma faixa para o álbum. A faixa foi gravada, mas não foi utilizado na trilha sonora oficial de lançamento. A gravação rumores é debatida entre a música "Dor", que mais tarde foi utilizado para a trilha sonora de Above The Rim, "High Til I Die Interscope Version", que mais tarde foi re-gravada para o álbum de Sunset Park, enquanto 2Pac estava na Death Row Records, e a versão não lançada do RU Still Down. RU Still Down é semelhante à versão que foi lançada no álbum de 1997 de Tupac, "R U Still Down? (Remember Me)". No entanto, a música tem uma batida diferente, primeiro verso inédito, coro feminino, e tem regravado segunda e terceira estrofes que são semelhantes aos versículos 1-2 no RU Still Down versão do álbum.

## Lista de faixas
| #  | Título                                | Intérprete(s)                                     | Produtor(es)                 |
| -- | ------------------------------------- | ------------------------------------------------- | ---------------------------- |
| 1  | "Murder Was the Case" (Remix)         | Snoop Dogg                                        | Dr. Dre                      |
| 2  | "Natural Born Killaz"                 | Dr. Dre; Ice Cube                                 | Dr. Dre; Sam Sneed           |
| 3  | "What Would U Do"                     | Tha Dogg Pound; Snoop Dogg                        | Dr. Dre; Dat Nigga Daz       |
| 4  | "21 Jumpstreet"                       | Snoop Dogg; Tray Deee                             | Dat Nigga Daz                |
| 5  | "One More Day"                        | Nate Dogg                                         | Dat Nigga Daz                |
| 6  | "Harvest for the World"               | Jewell                                            | Dr. Dre                      |
| 7  | "Who Got Some Gangsta Shit?"          | Snoop Dogg; Tha Dogg Pound; Lil' C-Style; Swoop G | Soopafly                     |
| 8  | "Come When I Call"                    | Danny Boy                                         | DJ Quik                      |
| 9  | "U Better Recognize"                  | Sam Sneed; Dr. Dre                                | Sam Sneed; Dr. Dre           |
| 10 | "Come Up to My Room"                  | Jodeci; Tha Dogg Pound                            | Dat Nigga Daz; Devante Swing |
| 11 | "Woman to Woman"                      | Jewell                                            | DJ Quik; G-One               |
| 12 | "Dollaz + Sense"                      | DJ Quik                                           | DJ Quik                      |
| 13 | "The Eulogy"                          | Slip Capone; CPO                                  | Sam Man                      |
| 14 | "Horny"                               | B-Rezell                                          | Kevin Lewis; Marc McWilliams |
| 15 | "Eastside-Westside" (Remix)           | Young Soldierz                                    | Big Wy; Lil' Stretch         |
| 16 | "Hot One" (cassette only bonus track) | O.F.T.B.                                          | O.F.T.B.                     |

## Desempenho comercial
| Tabelas (1994)                                | Melhor posição |
| --------------------------------------------- | -------------- |
| Estados Unidos (Billboard 200)                | 1              |
| Estados Unidos (Billboard R&B/Hip-Hop Albums) | 1              |